# Hệ đà giáo di động

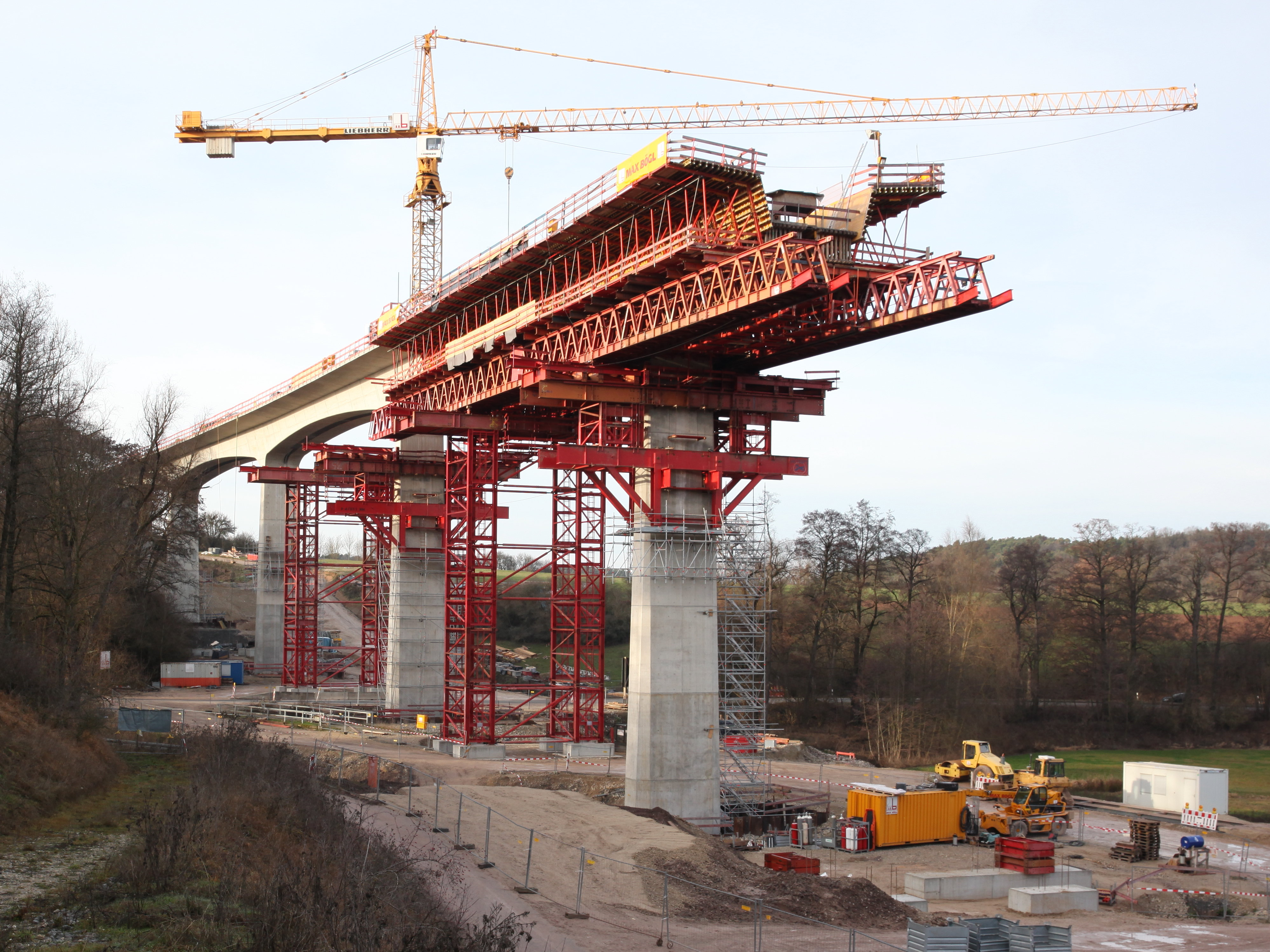
Hệ thống đà giáo di động chạy dưới gầm (dầm dưới) được sử dụng trong quá trình xây dựng cầu cạn Aurachtalbrücke Emskirchen (2015).

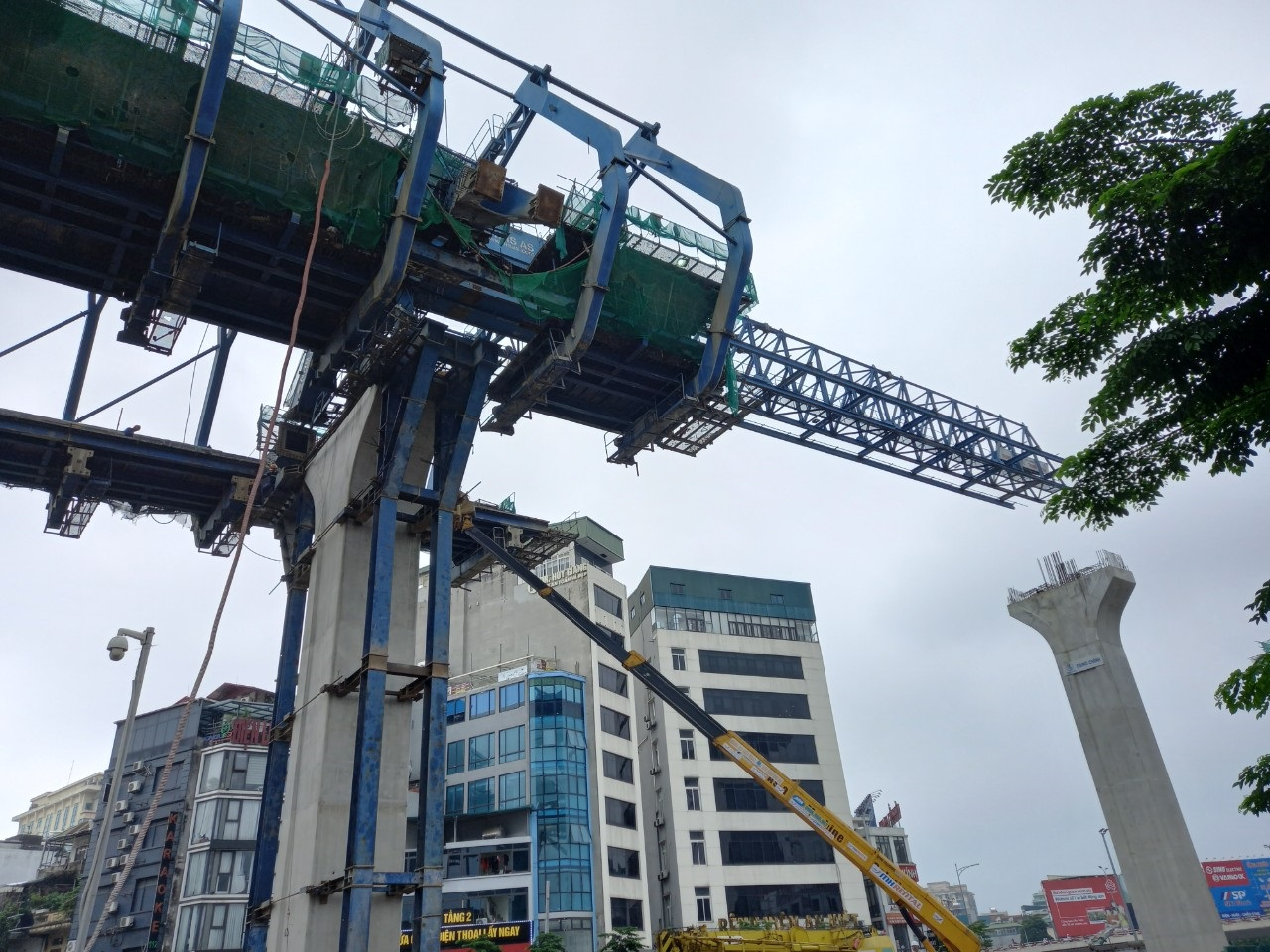
Hệ đà giáo di động thi công đường vành đai 3 trên cao của Hà Nội.

Hệ đà giáo di động (tiếng Anhː Movable scaffolding system) là một hệ giàn giáo kết hợp cốp pha dạng dầm tự phóng chuyên dụng được sử dụng trong xây dựng cầu. Hệ thống đà giáo di động được sử dụng để nâng đỡ cốp pha dầm hay hộp dầm cầu trong thời kỳ đúc bê tông một nhịp cầu, đồng thời nó đỡ hệ sàn công tác rộng tạo mặt bằng thi công trên cao giữa hai mố cầu. Khi cấu kiện nhịp cầu hoàn thành, đà giáo và cốp pha cầu được di chuyển sang nhịp cầu bên tiếp theo để tiến hành thi công đúc bê tông một nhịp cầu mới. Hệ đà giáo di động thường được gối và lao qua các mố cầu hay cầu cạn, nhưng đôi khi có thể được đỡ phụ thêm bằng các trụ giáo chống đỡ tạm đặt ở giữa các mố trụ cầu, trường hợp nhịp cầu cạn lớn quá nhịp đà giáo di động.